# NMBS/SNCB-Reihe 29
Die Dampflokomotiven der NMBS/SNCB-Reihe 29 wurden von den belgischen Staatsbahnen NMBS/SNCB nach dem Zweiten Weltkrieg in einer Serie von 300 Stück bei amerikanischen Herstellern geordert, um die umfangreichen Kriegsverluste zu ersetzen. Hergestellt wurden die Lokomotiven, die zugleich die letzten von der NMBS/SNCB beschafften Dampflokomotiven waren, bei den kanadischen Herstellern Montreal Locomotive Works (MLW) und Canadian Locomotive Company (CLC) sowie beim US-amerikanischen Hersteller American Locomotive Company (Alco). Die Lokomotiven besaßen die Achsfolge 1’D (Consolidation).

## Geschichte
Während des Zweiten Weltkriegs war der Bestand an fahrfähigen Lokomotiven bei der belgischen Staatsbahn um gut zwei Drittel abgesunken. Waren 1940 noch gut 3400 Dampflokomotiven im Bestand, so war die Zahl der einsatzfähigen Lokomotiven 1945 auf rund 1000 abgesunken. Die NMBS/SNCB benötigte dringend Ersatz. Da die einheimische Industrie aufgrund von Kriegsschäden nicht in der Lage war, größere Stückzahlen neuer Lokomotiven zu liefern, bestellten die Staatsbahnen eine große Serie Mehrzwecklokomotiven in den USA und Kanada. Die stark standardisierte Reihe 29 wurde von den Herstellern MLW (29.001 bis 29.160), CLC (29.161 bis 29.220) und Alco (29.221 bis 29.300) in den Jahren 1945 und 1946 ausgeliefert. Stationiert wurden die Lokomotiven zunächst in den Bahnbetriebswerken in Schaerbeek (64 Stück), Ronet (57 Stück), Jemelle (43 Stück), Ottignies (33 Stück), Stockem (30 Stück), Haine-Saint-Pierre (27 Stück), Hasselt (26 Stück) und Aalst (20 Stück). In den Folgejahren wurden die Lokomotiven vielfach umstationiert, unter anderem nach Kinkempois und Herbesthal.
Beim Personal waren die Lokomotiven aufgrund ihres komfortablen Führerstands sehr beliebt, trotz mancher Kinderkrankheiten. Sie erhielten nach ihrer amerikanischen Herkunft den Spitznamen „Jeep“, entsprechend dem Allzweckfahrzeug Willys MB der US Army. Wie dieses wurde die Reihe 29 für verschiedenste Zwecke eingesetzt, sie bespannte sowohl schwere Güterzüge wie auch Personenzüge bis hin zu Schnellzügen.

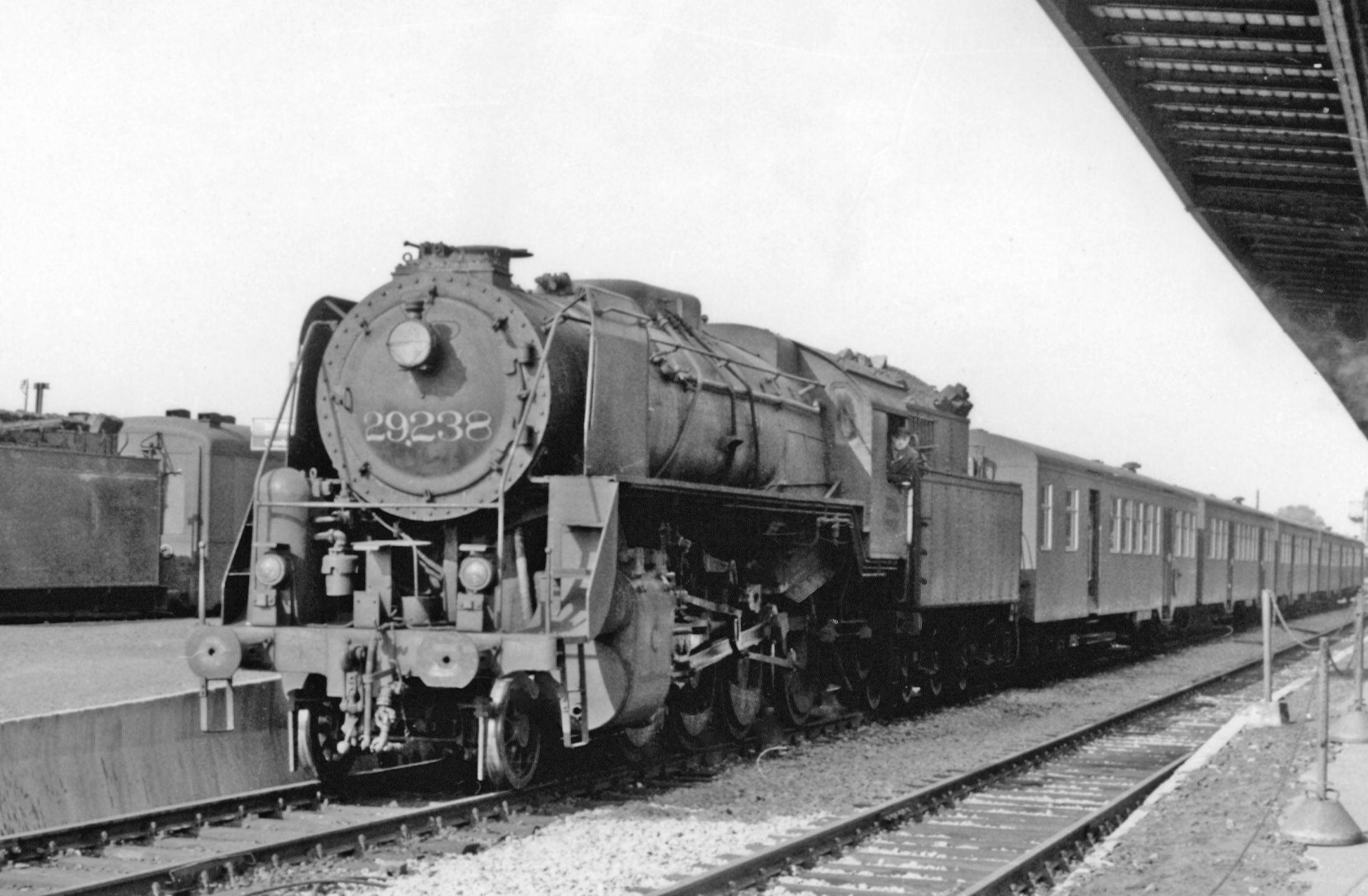
29.238 vor einem Personenzug 1961 in Mons

Die NMBS/SNCB beschaffte ab Mitte der 1950er Jahre große Serien neuer Diesellokomotiven und elektrifizierte weite Teile ihres Netzes. Dies führte dazu, dass bereits nach 15 Jahren die ersten Lokomotiven der Reihe 29 ausgemustert wurden. Bis 1967 wurden alle 300 Lokomotiven ausgemustert, eine Lokomotive dieser Reihe, die 29.013, führte am 20. Dezember 1966 den letzten offiziellen dampfbespannten Personenzug der NMBS/SNCB zwischen Ath und Denderleeuw. Die letzten 12 noch gelegentlich im Güterverkehr eingesetzten Exemplare wurden schließlich formell im April 1967 ausgemustert. Einige Exemplare dienten in den Folgejahren noch als stationäre Dampferzeuger und Heizlokomotive.
Lediglich ein Exemplar, die Lokomotive 29.013, blieb betriebsfähig erhalten. Sie wurde nach einigen Jahren der Abstellung 1972 wieder instand gesetzt und seitdem für Nostalgie- und Museumsfahrten eingesetzt. 1996 zeigten sich größere Kesselschäden, die schließlich zum Ersatz des Kessels während der Reparatur im Dampflokwerk Meiningen führten. Seit 2003 ist die Lokomotive wieder in Belgien im Einsatz. Eine weitere Lokomotive, die 29.164, wurde als Dampferzeuger verwendet und ist in schlechtem Zustand in einem Museum in Haine-Saint-Pierre erhalten.
160 der 300 Schlepptender wurden ab 1965 zu offenen Spezialgüterwagen zum Transport von Coils umgebaut.

## Technik
Die Reihe 29 ist eine robuste, nach amerikanischer Bauart einfach mit stabilem Blechrahmen und Außenzylindern konstruierte Lokomotive. Alle Lokomotiven erhielten eine herkömmliche, außen liegende Walschaerts-Steuerung. Viele Bauteile der Reihe 29 sind nach amerikanischen Normen standardisiert und entsprechen Bauteilen der ebenfalls in Amerika produzierten SNCF 141 R. Weitgehend baugleiche Lokomotiven wurden auch nach China geliefert. Die chinesische Staatsbahn erhielt über die UNRRA 160 Stück der dort als CR-Baureihe KD7 eingeordneten Lokomotiven.